# Hans-Jürgen Felsen
Hans-Jürgen Felsen (Bytom, Polonia, 30 de enero de 1940) fue un atleta alemán de origen polaco especializado en la prueba de 4 x 100 m, en la que consiguió ser campeón europeo en 1966.

## Carrera deportiva
En el Campeonato Europeo de Atletismo de 1966 ganó la medalla de bronce en los relevos de 4 x 100 metros, con un tiempo de 39.8 segundos, llegando a meta tras Francia (oro con 39.4 segundos que fue récord de los campeonatos) y la Unión Soviética (plata).